# 't Groeske
Buurtschap  't Groeske vormt samen met de buurtschap 't Schrans en Schootsen Hoek het dorp Castelré, in de Nederlandse provincie Noord-Brabant. De buurtschap 't Groeske ligt aan het oude akkercomplex en is vermoedelijk de oudste kern, van waaruit in de Middeleeuwen de ontginning is begonnen. Het is een voorbeeld van een Frankische Driehoek, waaromheen verscheidene 17e-, 18e- en 19e-eeuwse langgevelboerderijen en langsdeelschuren gegroepeerd liggen, deels aan onverharde wegen. Sinds 1900 is de verkavelingsstructuur van akkers en beemden, het natuurlijk verloop van het Merkske en de aanwezigheid van diverse bebouwing ongewijzigd.